# Staafje

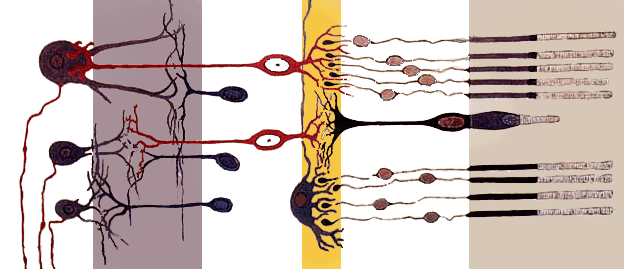
Dwarsdoorsnede van het netvlies met uiterst rechts staafjes en een kegeltje

Staafjes zijn lichtgevoelige cellen in het netvlies die de lichtintensiteit kunnen detecteren, maar geen kleuren kunnen onderscheiden. De afgegeven neurotransmitter is glutamaat.
Staafjes maken het mogelijk dat er bij weinig licht toch waargenomen kan worden. De staafjes zijn vooral gevoelig voor blauwgroen licht. Rode voorwerpen lijken in het donker zwart. Leeslampen en instrumentenverlichting die het nachtzicht niet mogen verstoren, geven daarom zwak rood licht. 
Staafjes liggen verspreid over het hele netvlies, maar niet in de gele vlek en de blinde vlek. Kegeltjes liggen juist vooral in de gele vlek en de directe omgeving daarvan. In het donker heeft het een gunstiger effect om net naast een object te kijken omdat het licht dan op de staafjes valt en die functioneren in het donker beter dan de kegeltjes. Hierdoor wordt het object scherper waargenomen.